# Пруссы (Псковская область)
Пруссы — деревня в юго-восточной части Порховского района Псковской области. Входит в состав сельского поселения «Логовинская волость».
Расположена в 19 км к юго-востоку от города Порхов и в 3 км к западу от волостного центра Логовино.
Численность населения по состоянию на 2000 год составляла 22 жителя.